# Route 4
Route 4 ist ein Dokumentarfilm von Boxfish und der Regisseurin Martina Chamrad, der in Kooperation mit der Organisation Sea-Eye und dem Mennonitischen Hilfswerk entstand. Die Dokumentation behandelt die Europäische Flüchtlingskrise und den Weg der Flüchtlinge aus Afrika nach Europa. Insbesondere werden die Flucht über das Mittelmeer und die Arbeit von Sea-Eye thematisiert.

## Inhalt
Route 4 ist ein unabhängiges Projekt der NGO Sea-Eye. Der Erzählschwerpunkt liegt nicht nur auf Seite der Flüchtlinge oder der Seenotretter, sondern es wird aus einer Vogelperspektive auf Fluchtursachen, Libyen und die Überquerung des Mittelmeers geschaut. Route 4 berichtet von den Gefahren auf Migrationsrouten nach, durch und in Libyen. Der Film verfolgt (soweit möglich) den Weg aus Agadez nach Europa. Als Route 4, Namensgeberin des Films, bezeichnet das Film-Team die zentrale Mittelmeerroute, die tödlichste Fluchtroute der Welt. 2016 überquerten allein 373.652 Menschen das Mittelmeer auf diesem Weg. Über 5.000 Menschen sind im selben Jahr gestorben.

## Hintergrund
Route 4 ist das Dokumentarfilmdebüt der Münchner Regisseurin Martina Chamrad, die selbst über ihre Eltern das Thema Flucht aus Osteuropa erfahren hat. Der Film entstand ohne Vertrieb, Verleih und Kooperationspartner und wurde lediglich durch Sea-Eye, das Mennonitische Hilfswerk und die Produktionsfirma Boxfish gestemmt. Das Projekt entstand aus der Begleitung mehrere Missionen des Rettungsschiffs Professor Albrecht Penck (später Alan Kurdi) mit dem Arbeitstitel Far from Home über drei Jahre hinweg. Neben dem Mittelmeer wurde in Libyen, Niger, Italien, Frankreich, Deutschland, Tunesien und Spanien gedreht. Als Sprecher konnte David Nathan gewonnen werden. Der Titeltrack „Wenn ich gehen muss“ stammt von dem Rapper Tua.

## Auszeichnungen
Route 4 wurde beim oscarqualifiziernden Filmfestivals Bronze Lens in der Kategorie Best Feature Documentary nominiert und war Semifinalist beim ebenfalls oscarqualifizierenden Rhode Island International Film Festival.
Neben weiteren internationalen Festivals gewann der Film beim Lonely Wolf London International Film Festival in der Kategorie Best Documentary Feature.
Die Premiere von Route 4 fand am 24. November 2021 in Programmkinos in Deutschland und Österreich statt.
Der Film wurde am 24. Oktober 2022 auf Pro7 mit einer anschließenden Diskussion von Klaas Heufer-Umlauf ausgestrahlt.